# Daniel Ray Hull
Pour les articles homonymes, voir Hull.
Daniel Ray Hull est un architecte américain né le 29 avril 1890 à Lincoln Center et mort le 15 décembre 1964 à Carmel-by-the-Sea. Il est connu pour plusieurs bâtiments réalisés pour le National Park Service, notamment dans le parc national de Rocky Mountain. Il est d'ailleurs un pionnier du style rustique du National Park Service en signant par exemple le First Administration Building du parc national du Grand Canyon, construit dès 1921.

## Quelques réalisations
- Fall River Pass Ranger Station — Parc national de Rocky Mountain
- Fern Lake Patrol Cabin — Parc national de Rocky Mountain
- Merced Lake Ranger Station — Parc national de Yosemite
- Milner Pass Road Camp Mess Hall and House — Parc national de Rocky Mountain
- The Oasis at Death Valley — Parc national de la vallée de la Mort
- Superintendent's Residence — Parc national du Grand Canyon
- Willow Park Patrol Cabin — Parc national de Rocky Mountain
- Willow Park Stable — Parc national de Rocky Mountain